# Pietro Gaveston
Pietro Gaveston, I conte di Cornovaglia (1284 circa – Warwick, 19 giugno 1312), è noto per essere stato il favorito di Edoardo II d'Inghilterra.

## Biografia

### Nascita e primi anni a corte

Lo stemma di Gaveston

Pietro Gaveston era il figlio di un cavaliere guascone che, grazie a un matrimonio e alle proprie abilità militari, era entrato al servizio di Edoardo I, rimanendovi fino alla morte, avvenuta intorno al 1302. Della vita di Pietro durante l'infanzia si sa poco: sia lui sia il re Edoardo II d'Inghilterra hanno sempre sostenuto di essere coetanei, motivo per cui si colloca la sua nascita attorno al 1284, l'anno di quella del sovrano. Pietro compì il suo primo viaggio in Inghilterra nel 1297 al seguito del padre, che si era liberato dalla prigionia francese (Edoardo I lo aveva offerto come ostaggio al re francese nel 1294).
In un secondo viaggio avvenuto nel 1300, Pietro venne assegnato alla corte del principe Edoardo: il re sperava infatti che potesse avere una benefica influenza sul figlio, grazie alla propria precoce abilità combattiva. Già solo sei anni dopo, però, il rapporto fra Gaveston ed Edoardo I andava deteriorandosi; nel 1306 era stato creato cavaliere insieme con il principe e tuttavia, insieme ad altri ventidue cavalieri, disertò un combattimento contro gli scozzesi per andare a un torneo: Gaveston e gli altri vennero imprigionati, ma grazie alla regina Margherita di Francia furono rilasciati nel gennaio del 1307.
Tuttavia il re non intendeva lasciarlo a corte e ordinò a Gaveston di partire entro il 30 aprile: pare che questa decisione derivasse dalla richiesta del principe di donare a Gaveston la contea del Poitou di cui Edoardo II era titolare. Gaveston partì nonostante le proteste del principe che non lo lasciò comunque andare a mani vuote, rifornendolo infatti di denaro, cavalli e vestiti costosi. La separazione tra i due fu breve: il 7 luglio 1307 il re moriva, entro agosto Gaveston ritornò e il 6 dello stesso mese Edoardo II lo nominò conte di Cornovaglia.

### Gli onori e il secondo esilio

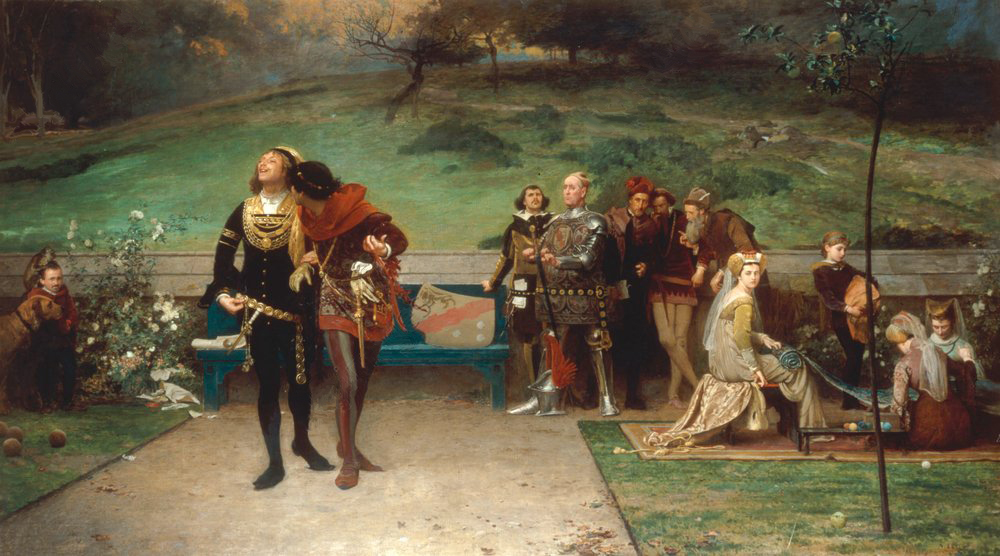
Edoardo II e Gaveston

La decisione del nuovo monarca creò sconcerto: l'idea di elevare fra i Pari d'Inghilterra un uomo di origini modeste con un titolo che, per di più, era stato riservato dal precedente sovrano a uno dei figli avuti dalla seconda moglie Margherita era considerata bizzarra. Peraltro il titolo di conte della Cornovaglia portava con sé un grande numero di possedimenti e di terre, che avrebbero innalzato enormemente le finanze di Gaveston, senza contare il potere che questi ne poteva ricavare. Tuttavia nessuno protestò apertamente e per rafforzare ulteriormente la posizione del proprio protetto, Edoardo II gli procurò un vantaggioso matrimonio con Margaret de Clare, sorella del conte di Gloucester, importante membro della nobiltà britannica.
I malumori della nobiltà tuttavia cominciarono presto; nel 1308 il re andò in Francia per sposare Isabella e lasciò Gaveston come reggente (altra scelta strana, poiché la reggenza solitamente veniva lasciata a un parente stretto ed, esclusi i fratelli ancora piccoli, c'erano comunque molti cugini a lui vicini che si sarebbero aspettati di essere scelti): l'arroganza di Gaveston fece salire l'ira dei nobili che, nel gennaio 1308, sottoscrissero un documento dove si parlava di come l'onore della corona venisse macchiato e di quanto il popolo si sentisse oppresso; benché non si facesse mai il nome di Gaveston, furono in molti a leggerlo fra le righe e il Parlamento stesso cominciò a fare pressioni perché venisse di nuovo esiliato. Alle pressioni interne si aggiunsero quelle esterne: il sovrano transalpino Filippo IV fece giungere in Inghilterra la propria indignazione per il trattamento riservato alla figlia, smaccatamente ignorata in favore di Gaveston. Alla fine il re dovette cedere e il 18 maggio 1308 Gaveston fu esiliato per la seconda volta.

### La guerra contro Gaveston e il re da parte dei nobili e la morte

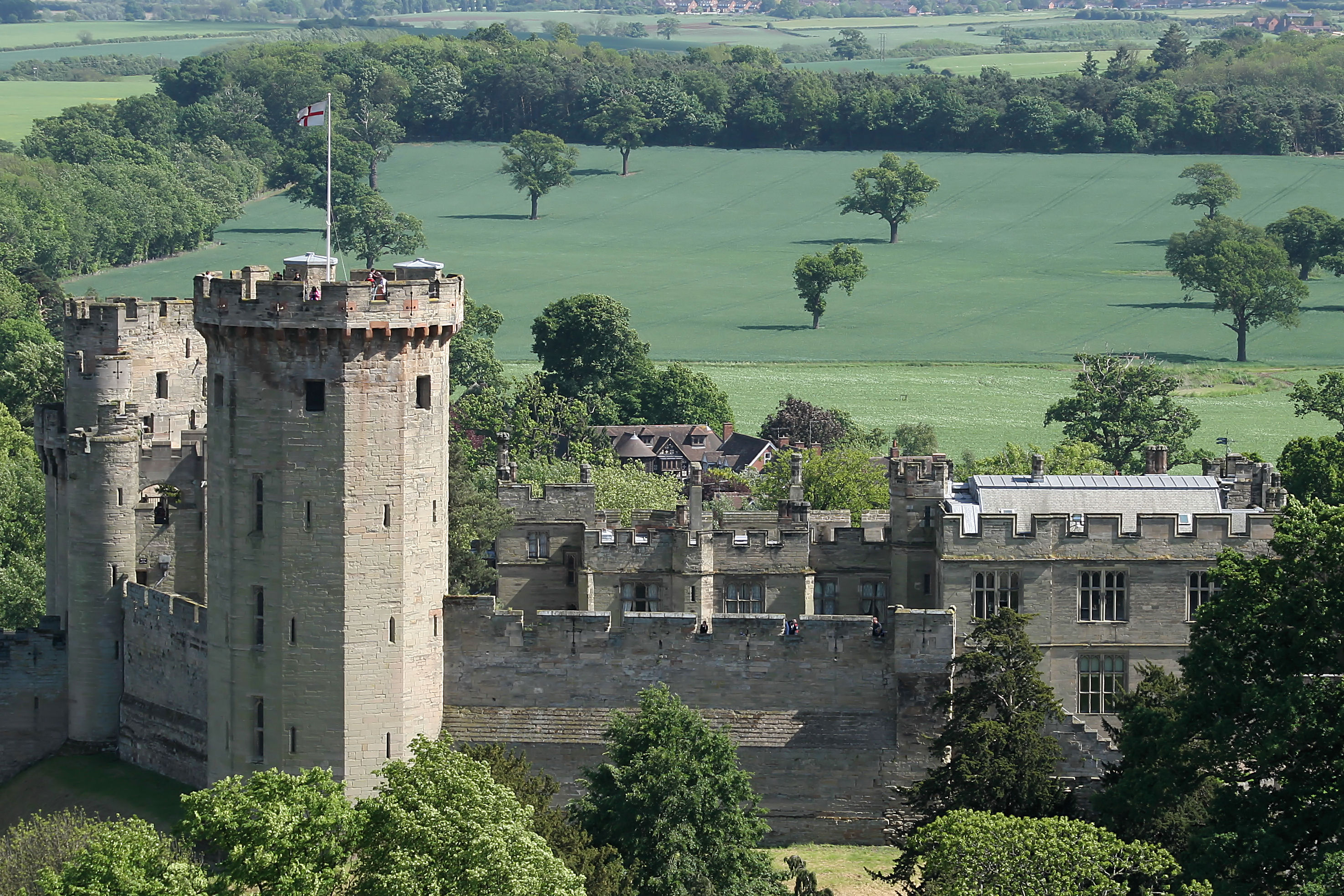
Il castello di Warwick

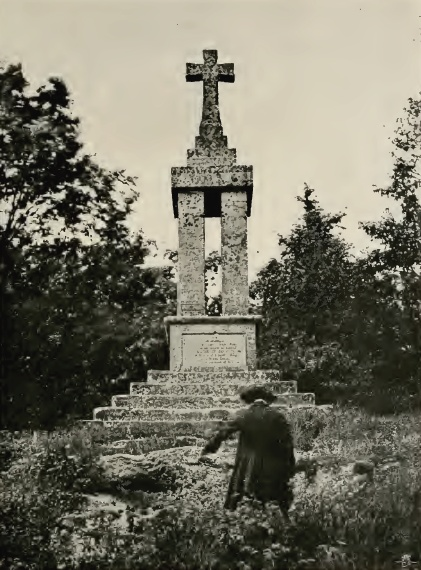
Il monumento a Gaveston
(Blacklow Hill)

L'addio alla patria non fece diminuire il potere di Gaveston: benché come conseguenza dell'esilio avesse perduto il contado della Cornovaglia, il re provvide ad assegnargli proprietà per 3.000 sterline in Guascogna e altrettante in Inghilterra; in aggiunta venne nominato Luogotenente d'Irlanda, con la condizione che avrebbe dovuto rispondere soltanto al re delle proprie azioni, scelta effettuata da Edoardo per dimostrare il proprio potere e per mitigare l'umiliazione dell'esilio. L'Irlanda era peraltro una provincia riottosa e, a parte lo smaccato favoritismo dimostrato dal re, Gaveston fu effettivamente in grado di fronteggiare la situazione, domando le rivolte e fortificando le città e i presidi più deboli.

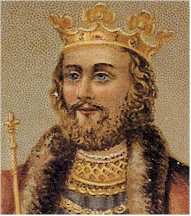
Edoardo II d'Inghilterra

Nel frattempo il re, approfittando dell'assenza del suo amico, ricuciva i rapporti con i lord e concesse nuove leggi che offrivano maggiori libertà alla nobiltà: grazie a tutto questo, nel 1309 il parlamento revocò l'esilio di Gaveston. La pace durò poco, poiché Gaveston cominciò a sbandierare la propria stretta relazione con il re e a prendersi gioco dei signori dal "sangue blu" affibbiando loro nomignoli offensivi e trattandoli con disprezzo; a ciò forse si potrebbe aggiungere il risentimento derivato dalla riacquisizione del contado di Cornovaglia da parte di Gaveston. Il risultato fu che, nel 1311, diversi nobili stesero un documento dove, fra le altre cose, si chiedeva al re di ridimensionare il potere del suo favorito e di non porre in essere guerre senza il consenso dei nobili.
La nobiltà in quel periodo era frustrata dalla crescente tassazione che doveva finanziare il conflitto contro la Scozia, tuttavia lo scontro non produceva effetti evidenti e anzi, gli scozzesi avevano messo a segno diverse battaglie. Quando Edoardo II partì per la guerra all'inizio del 1311, solo Gaveston e pochi altri erano con lui ma la missione fu fallimentare a causa di una decisiva disfatta degli inglesi e di Gaveston in particolare, che aveva comandato diverse truppe contro Roxburgh e Perth. In quel periodo il cugino del monarca, Tommaso Plantageneto, vide aumentare la propria influenza grazie alla morte del suocero che apparteneva alla corrente dei moderati: Tommaso appoggiava i nobili ribelli e capeggiò la loro rivolta, rifiutando ogni proposta di mediazione da parte del re, che si era offerto di approvare ogni proposta scritta nel documento che avevano prodotto a patto che salvassero Gaveston dall'esilio. La risposta fu negativa e il re dovette arrendersi: il 3 novembre 1311 Gaveston lasciò di nuovo il paese.
Due mesi dopo però tornò indietro, forse spinto dalla nascita di un figlio: il re decise che l'esilio era stato illegale e ridiede a Gaveston tutte le sue proprietà, scatenando le proteste dei nobili che dichiararono guerra al sovrano e al suo favorito. I nobili, guidati ancora dal Plantageneto, inseguirono i due in ogni angolo del regno dando loro la caccia e assediando ogni fortezza in cui si rifugiarono: i tentativi di Gaveston di asserragliarsi entro qualche castello furono vani e nel maggio del 1312 si arrese dopo che alcuni cavalieri avevano assediato il castello di Scarborough, ove si era rifugiato. Nel tempo della prigionia gli fu concesso di vedere la moglie, finché il 19 giugno 1312, dinnanzi ai nobili fra cui spiccava il suo fiero avversario Tommaso Plantageneto, venne condotto a Warwick dove fu trafitto e decapitato da due gallesi.
Il corpo di Gaveston venne sepolto cristianamente soltanto il 2 gennaio 1315, con la revoca della scomunica da parte del pontefice. Benché Edoardo II fosse furente e addolorato per la morte del proprio favorito, non poté fare molto: la guerra e la fuga lo avevano lasciato sprovvisto di beni e cavalli che erano rimasti in altre residenze e questo lo mise alla mercé dei nobili, che lo obbligarono a sottoscrivere ogni clausola del documento e a giurare di non perseguirli per la morte del suo favorito.